# Jörg Lucke
Jörg Lucke, född den 7 januari 1942 i Berlin, är en östtysk roddare.
Han tog OS-guld i tvåa med styrman i samband med de olympiska roddtävlingarna 1972 i München.